# Ниппель
Ни́ппель (от нем. Nippel «сосок») — соединительная трубка, предназначенная для временного или постоянного герметичного соединения трубопровода с другим трубопроводом или шлангом, обычно снабжаемая для этой цели резьбой.
Ниппелем также называется гайка особой формы для крепления спиц в ободе велосипедного колеса.

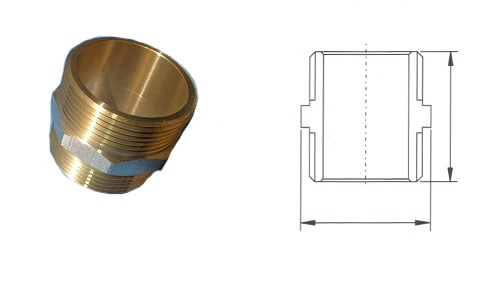
Внешний вид

## Описание
Ниппель для временного соединения обычно снабжается односторонним клапаном и используется во всевозможных пневматических (надувных) устройствах, в частности, велосипедных, автомобильных и авиационных шинах, спасательных плотах и жилетах, мячах и т. п.
В случае постоянного соединения трубопроводов ниппель может попутно исполнять и функцию их механического (силового) скрепления. В частности, сантехнический радиаторный ниппель применяется для соединения между собой секций батарей отопления и выполняется одновременно с левой и правой резьбой, что позволяет, вращая его специальным ниппельным ключом, стягивать вместе обе детали одновременно.
ГОСТ 3124-77 описывает в качестве ниппелей трубки, имеющие
1) резьбу с одной стороны и ёлочку с другой;
2) накидную гайку с одной стороны и ёлочку с другой;
3) ёлочку с обеих сторон;
4) накидную гайку с обеих сторон.
В старых словарях «ниппель» также определяется как «металлический зажим для проводника в электрических лампах».

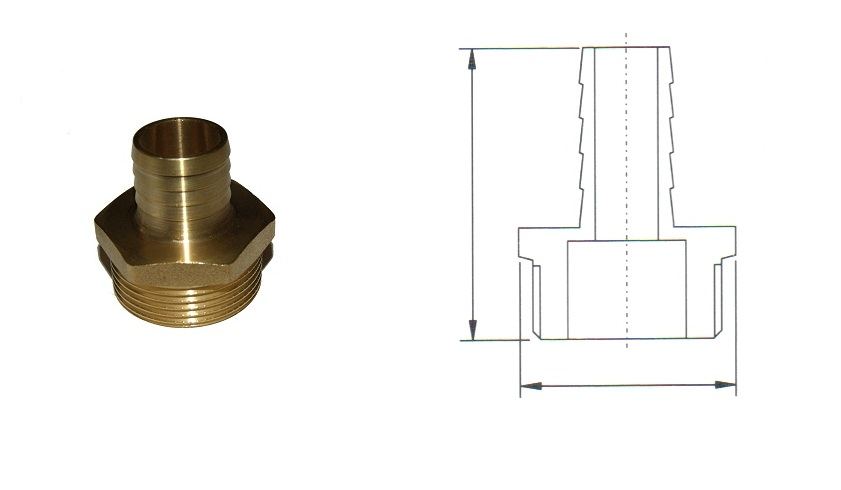
Ниппель

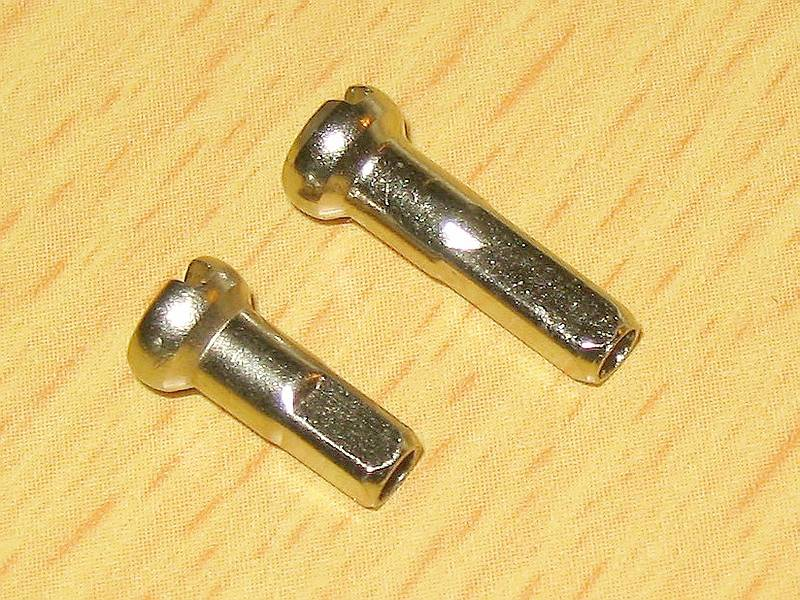
Ниппели для крепления велосипедных спиц

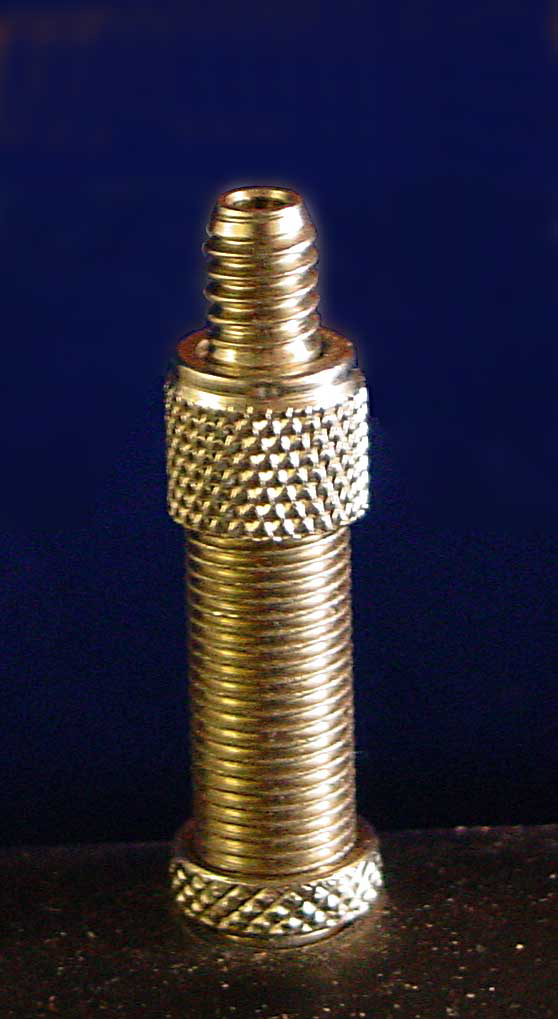
Велосипедный ниппель на клапане Dunlop